# Honoré Reverchon
Honoré Reverchon est un industriel et homme politique français né le 13 novembre 1821 à Morez (Jura) et décédé le 18 août 1894 à Blagny (Ardennes).

## Biographie
Fils d'un industriel, il entre en 1841 à l'école Polytechnique, puis est licencié en droit en 1846. Conseiller de préfecture du Jura de 1847 à 1855, il devient ensuite directeur des Forges d'Audincourt. Conseiller général du canton de Saint-Laurent-en-Grandvaux en 1860, il est élu représentant du Jura en 1871 et s'inscrit à la réunion Feray. Il démissionne en 1873 après avoir été nommé membre du conseil supérieur du Commerce. Il reprend alors ses activités industrielles.
Candidat républicain libéral dans l'arrondissement de Saint-Claude lors des élections législatives de 1893, il est battu au second tour par le radical Vuillod.

## Sources
- Ressources relatives à la vie publique :   - base Léonore
  - Base Sycomore
- « Honoré Reverchon », dans Adolphe Robert et Gaston Cougny, Dictionnaire des parlementaires français, Edgar Bourloton, 1889-1891 [détail de l’édition]